# Prix Multishow de la Musique Brésilienne
 (octobre 2023).
La mise en forme du texte ne suit pas les recommandations de Wikipédia : il faut le « wikifier ».
Les points d'amélioration suivants sont les cas les plus fréquents. Le détail des points à revoir est peut-être précisé sur la page de discussion.
- Les titres sont pré-formatés par le logiciel. Ils ne sont ni en capitales, ni en gras.
- Le texte ne doit pas être écrit en capitales (les noms de famille non plus), ni en gras, ni en italique, ni en « petit »…
- Le gras n'est utilisé que pour surligner le titre de l'article dans l'introduction, une seule fois.
- L'italique est rarement utilisé : mots en langue étrangère, titres d'œuvres, noms de bateaux, etc.
- Les citations ne sont pas en italique mais en corps de texte normal. Elles sont entourées par des guillemets français : « et ».
- Les listes à puces sont à éviter, des paragraphes rédigés étant largement préférés. Les tableaux sont à réserver à la présentation de données structurées (résultats, etc.).
- Les appels de note de bas de page (petits chiffres en exposant, introduits par l'outil «  Source ») sont à placer entre la fin de phrase et le point final[comme ça].
- Les liens internes (vers d'autres articles de Wikipédia) sont à choisir avec parcimonie. Créez des liens vers des articles approfondissant le sujet. Les termes génériques sans rapport avec le sujet sont à éviter, ainsi que les répétitions de liens vers un même terme.
- Les liens externes sont à placer uniquement dans une section « Liens externes », à la fin de l'article. Ces liens sont à choisir avec parcimonie suivant les règles définies. Si un lien sert de source à l'article, son insertion dans le texte est à faire par les notes de bas de page.
- La présentation des références doit suivre les conventions bibliographiques. Il est recommandé d'utiliser les modèles {{Ouvrage}}, {{Chapitre}}, {{Article}}, {{Lien web}} et/ou {{Bibliographie}}. Le mode d'édition visuel peut mettre en forme automatiquement les références.
- Insérer une infobox (cadre d'informations à droite) n'est pas obligatoire pour parachever la mise en page.

Pour une aide détaillée, merci de consulter Aide:Wikification.
Si vous pensez que ces points ont été résolus, vous pouvez retirer ce bandeau et améliorer la mise en forme d'un autre article.
Le Prix Multishow de la Musique Brésilienne (en portugais : Prêmio Multishow de Música Brasileira ) est la plus grande récompense musicale au Brésil,,, organisée chaque année par la chaîne Multishow. Sa première édition a eu lieu en 1994, à Rio de Janeiro, dans le but de reconnaître le meilleur de la scène musicale brésilienne tout au long de l'année grâce au vote de son public et par un jury spécialisé composé de journalistes et de professionnels de l'industrie musicale.
De 1994 à 1998, la récompense était appelée TVZ Award, puis elle est devenue connue sous le nom de Multishow Award. Ce prix est une alternative au Prix de la Musique Brésilienne (en portugais: Prêmio da Música Brasileira ) et suit un format similaire aux MTV Video Music Awards. Jusqu'en 2008, la cérémonie de remise des prix avait lieu au Théâtre Municipal de Rio de Janeiro. Actuellement, le prix est remis à la Jeunesse Arena. L'artiste le plus récompensé de l'événement est la chanteuse  Ivete Sangalo, avec 20 prix, suivie par Anitta avec 19 prix,,,,,,.

## Histoire
Lors de sa première édition en 1994, Internet n'était pas encore courante, c'est pourquoi les nommés et les gagnants étaient choisis par vote téléphonique, réservé aux abonnés de la télévision par câble. L'actrice Cissa Guimarães a supervisé les appels téléphoniques et a également animé l'événement.
Lors de la deuxième édition, l'événement a maintenu le vote par téléphone. Cependant, le lieu de l'événement a changé, passant du JazzMania au Ballroom, tous deux situés à Rio de Janeiro. Mylena Ceribelli était l'animatrice de la cérémonie de remise des prix.
Lors de la cinquième édition, l'événement a changé de nom pour devenir le Prêmio Multishow de Música Brasileira et a introduit quatre nouvelles catégories: Meilleur Instrumentiste, Meilleure Chanson, Meilleur Spectacle et Meilleur Album.
Lors de la sixième édition du prix, la sélection des gagnants est passée du téléphone à l'Internet.
Lors de la septième édition, la cérémonie de remise des prix a eu lieu sur la scène du Théâtre Municipal. Nelson Motta et Fernanda Torres étaient les animateurs de l'événement.
À partir de l'édition de 2001, la cérémonie de remise des prix a commencé à rendre hommage aux artistes pour leurs contributions à la musique brésilienne.
Lors de la neuvième édition, une nouvelle catégorie a été introduite: Meilleur DVD.
En 2005, lorsqu'il a reçu le prix du Meilleur Instrumentiste, Junior Lima a été hué par une partie du public. Le chanteur a déclaré: « Cela ne fait que me motiver à étudier encore plus. Un jour, je regarderai ce prix et je dirai : 'Aujourd'hui, je le mérite', mais pour l'instant, c'est juste une motivation. » 
L'animateur de la 15e édition en 2008 était l'acteur Lázaro Ramos 
En 2009, le moment fort de la soirée a été la chanteuse Ivete Sangalo, qui a réalisé une performance musicale en étant enceinte. Rita Lee était l'invitée d'honneur et a reçu le prix des mains de sa petite-fille.
La cérémonie de remise des prix de 2010 a été présentée par les acteurs Bruno Mazzeo et Fernanda Torres.
Lors de la cérémonie de 2011, l'événement a rendu hommage aux grandes émissions des années 1980, telles que celles animées par Silvio Santos, Chacrinha et Xuxa.
Lors de la remise des prix en 2021, pour la première fois, le vote pour une catégorie a été suspendu en hommage et à la demande des nommés eux-mêmes après le décès d'une concurrente, Marília Mendonça, qui était l'une des concurrentes, a été déclarée la gagnante de cette catégorie. Dans ce cas, Anitta, Ivete Sangalo et Iza étaient en compétition pour le titre de Chanteuse de l'Année.
En 2022, les catégories de Chanteuse de l'Année et de Chanteur Masculin de l'Année ont été supprimées et remplacées par de nouvelles catégories, Artiste de l'Année et Voix de l'Année, combinant ainsi les deux titres en une seule catégorie et augmentant le nombre de nommés pour les prix, afin de refléter la diversité et la pluralité des genres des artistes nommés.
Lors de l'édition 2023, la cérémonie de remise des prix a été diffusée en direct pour la première fois sur TV Globo, marquant ainsi la célébration de la trentième édition. Cependant, la cérémonie de remise des prix a continué d'être diffusée dans son intégralité sur Multishow depuis le tapis rouge, tandis que TV Globo a diffusé seulement les moments finaux, y compris la remise des trophées. La nouveauté de cette édition est l'inclusion de catégories liées au sertanejo et au pagode, ainsi que des modifications dans certaines catégories régionales et des changements par rapport aux catégories avec des votes du jury et du public,.

## Catégories de prix

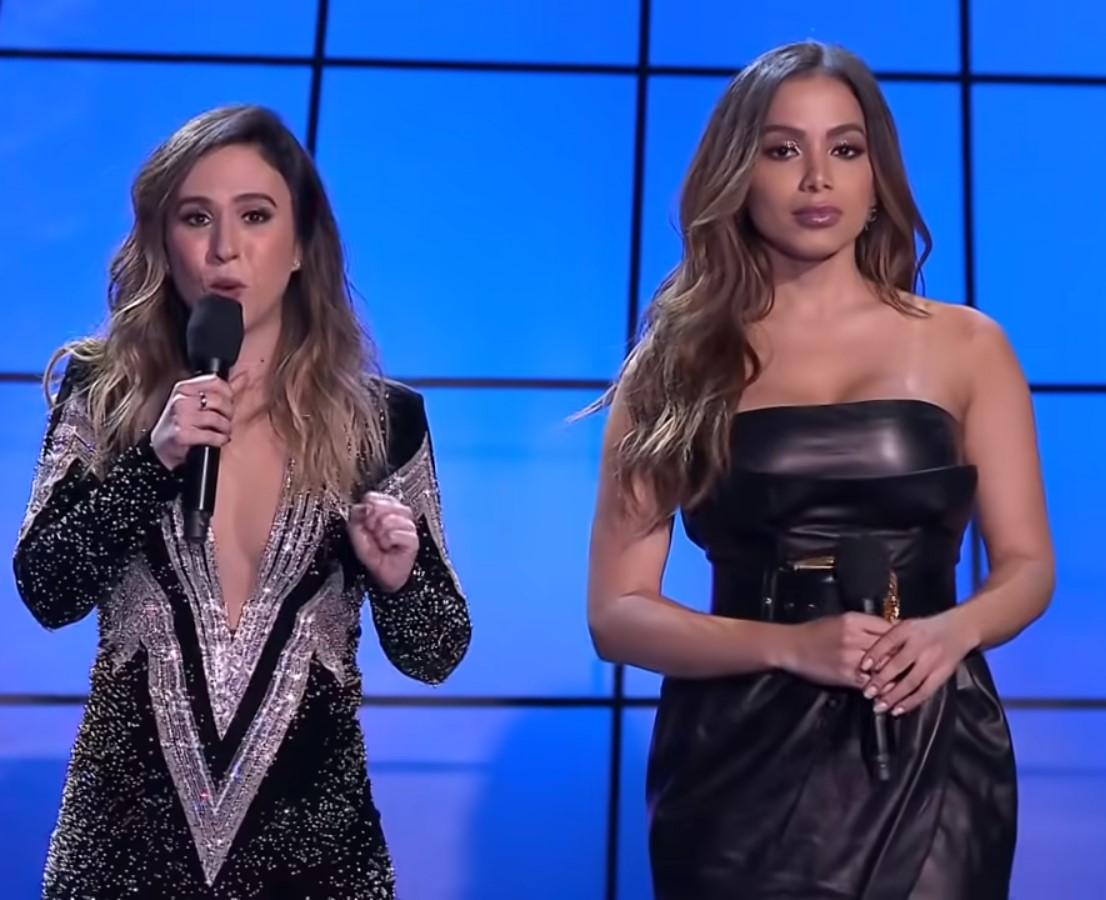
Tatá Werneck et Anitta animent les Prix Multishow de la Musique Brésilienne 2018.

### Catégories votées
- Vidéo musicale TVZ de l'année
- Artiste de l'année
- Voix de l'année
- Album de l'année
- Révélation de l'année
- Groupe de l'année
- Spectacle de l'année
- Chanson de l'année
- Duo de l'année
- Hit de l'année

### Catégories professionnelles
- Instrumentiste de l'année
- Producteur de Musique de l'année
- Couverture d'album de l'année

### Catégories de prix passées
- Chanteuse de l'année
- Chanteur de l'année
- Performance de l'année
- Experimente
- Musique Chiclete
- Spectacle live de l'année
- Meilleure couverture Web
- Meilleur DVD
- Meilleur Clip
- Meilleur Artiste du Sertanejo
- Meilleur Instrumentiste
- Révélation (Solo)
- Révélation (Groupe)

## Cérémonies
| Année | Date         | Venue             | Ville          | Host                                                         | Honoré(e)                                                                          | TVZ Music Video of the Year                                                                                  | Ref.   |
| ----- | ------------ | ----------------- | -------------- | ------------------------------------------------------------ | ---------------------------------------------------------------------------------- | --- | ------ |
| 1994  |              | JazzMania         | Rio de Janeiro | Cissa Guimarães                                              |                                                                                    | |        |
| 1995  | Ballroom     | Mylena Ciribelli  | Rio de Janeiro |                                                              |                                                                                    | |        |
| 1996  | Ballroom     | Mylena Ciribelli  | Rio de Janeiro |                                                              |                                                                                    | |        |
| 1997  | Ballroom     | Mylena Ciribelli  | Rio de Janeiro |                                                              |                                                                                    | |        |
| 1998  | 27 mai       | Canecão           | Rio de Janeiro | - Toni Garrido - Alessandra Calor                            | «Cachimbo da Paz» par Gabriel, o Pensador                                          | |        |
| 1999  | 25 mai       | Canecão           | Rio de Janeiro | - João Marcello Bôscoli - Alessandra Calor                   | «Saideira» par Skank (Directed by Paul Raphs and John Shaw)                        | [ 27 ] |        |
| 2000  | 16 mai       | Theatro Municipal | Rio de Janeiro | - Nelson Motta - Fernanda Torres                             | «Minha Alma (A Paz Que Eu Não Quero)» par O Rappa (Directed by Katia Lund)         | [ 28 ] |        |
| 2001  | 22 mai       | Theatro Municipal | Rio de Janeiro | - Nelson Motta - Fernanda Torres                             | Tim Maia                                                                           | «A Lenda» par Sandy & Junior (Directed by Douglas Aguillar and Celso Bernini)                                | [ 29 ] |
| 2002  | 4 juin       | Theatro Municipal | Rio de Janeiro | - Nelson Motta - Fernanda Torres                             | Cássia Eller                                                                       | «Essa Mulher» par Arnaldo Antunes (Directed by Lais Bodanzky)                                                | [ 30 ] |
| 2003  | 3 juin       | Theatro Municipal | Rio de Janeiro | - Nelson Motta - Fernanda Torres                             | Erasmo Carlos                                                                      | «Segredos» par Frejat (Directed by Renan de Moraes, Maurício Vidal and FlavioMac)                            | [ 31 ] |
| 2004  | 1 juin       | Theatro Municipal | Rio de Janeiro | - Nelson Motta - Regina Casé                                 | Herbert Vianna                                                                     | «Túnel do Tempo» par Frejat (Directed by Renan de Moraes, Maurício Vidal and FlavioMac)                      | [ 32 ] |
| 2005  | 5 juillet    | Theatro Municipal | Rio de Janeiro | - Nelson Motta - Regina Casé                                 | Raul Seixas                                                                        | «Semana que Vem» par Pitty (Directed by Maurício Eça, Sergio Mastrocola and Pablo Nobel)                     | [ 33 ] |
| 2006  | 16 mai       | Theatro Municipal | Rio de Janeiro | Fernanda Torres                                              | Zeca Pagodinho                                                                     | «Memórias» par Pitty (Directed by Deck)                                                                      | [ 34 ] |
| 2007  | 3 juillet    | Theatro Municipal | Rio de Janeiro | Fernanda Torres                                              | Chico Science                                                                      | «Dor de verdade» par Marcelo D2 (Directed by Johnny Araújo)                                                  | [ 35 ] |
| 2008  | 1 juillet    | Theatro Municipal | Rio de Janeiro | Lázaro Ramos                                                 | Lulu Santos                                                                        | «Pontes Indestrutíveis» par Charlie Bown Jr                                                                  | [ 36 ] |
| 2009  | 18 août      | Citibank Hall     | Rio de Janeiro | Fernanda Torres                                              | Rita Lee                                                                           | «Ainda Gosto Dela» par Skank (Directed by Hugo Prata)                                                        | [ 37 ] |
| 2010  | 24 août      | Jeunesse Arena    | Rio de Janeiro | - Fernanda Torres - Bruno Mazzeo                             | Titãs                                                                              | «Espero a minha vez» par NXZero (Directed by Daniel Ferro and Cesar Ovalle)                                  | [ 38 ] |
| 2011  | 6 septembre  | Jeunesse Arena    | Rio de Janeiro | Bruno Mazzeo                                                 | Jorge Ben Jor                                                                      | «Pra você lembrar» par Restart (Directed by Bruno Graziano and Bruno Dias)                                   | [ 39 ] |
| 2012  | 18 septembre | Jeunesse Arena    | Rio de Janeiro | - Ivete Sangalo - Paulo Gustavo                              |                                                                                    | «66» par O Terno (Directed by Marco Lafer and Gustavo Moraes)                                                | [ 40 ] |
| 2013  | 3 septembre  | Jeunesse Arena    | Rio de Janeiro | - Ivete Sangalo - Paulo Gustavo                              | «Show das Poderosas» par Anitta (Directed by Thiago Calviño)                       | [ 41 ] |        |
| 2014  | 28 octobre   | Jeunesse Arena    | Rio de Janeiro | - Ivete Sangalo - Paulo Gustavo - Tatá Werneck - Didi Wagner | «Te Esperando» par Luan Santana (Directed by Bruno Caliman)                        | [ 42 ] |        |
| 2015  | 1 septembre  | Jeunesse Arena    | Rio de Janeiro | - Ivete Sangalo - Paulo Gustavo                              | «Escreve Aí» par Luan Santana (Directed by Joana Mazzucchelli)                     | [ 43 ] |        |
| 2016  | 25 octobre   | Jeunesse Arena    | Rio de Janeiro | - Fábio Porchat - Tatá Werneck                               | Ney Matogrosso                                                                     | «Eu, Você, o Mar e Ela» par Luan Santana (Directed by Fernando Grostein)                                     | [ 44 ] |
| 2017  | 24 octobre   | Jeunesse Arena    | Rio de Janeiro | - Fábio Porchat - Tatá Werneck                               |                                                                                    | «Acordando o Prêdio» par Luan Santana (Directed by Alejandro Pérez)                                          | [ 45 ] |
| 2018  | 25 septembre | Jeunesse Arena    | Rio de Janeiro | - Tatá Werneck - Anitta                                      | Ivete Sangalo                                                                      | «Vai Malandra» par Anitta, Mc Zaac, Maejor feat. Tropkillaz & DJ Yuri Martins (Directed by Terry Richardson) | [ 46 ] |
| 2019  | 29 octobre   | Jeunesse Arena    | Rio de Janeiro | - Paulo Gustavo - Anitta                                     |                                                                                    | «Terremoto» by Anitta and Kevinho (Directed by João Papa)                                                    | [ 47 ] |
| 2020  | 11 novembre  | Jeunesse Arena    | Rio de Janeiro | - Iza - Paulo Gustavo - Tatá Werneck                         | «Combatchy» by Anitta, Lexa and Luísa Sonza ft. Rebecca (Directed by Nixon Freire) | [ 48 ] |        |
| 2021  | 8 décembre   | Jeunesse Arena    | Rio de Janeiro | - Iza - Tatá Werneck                                         | Paulo Gustavo et Marília Mendonça                                                  | «Girl from Rio» par Anitta (Directed by Giovanni Bianco)                                                     | [ 49 ] |
| 2022  | 18 octobre   | Jeunesse Arena    | Rio de Janeiro | - Gloria Groove - Linn da Quebrada - Marcos Mion             |                                                                                    | «Boys Don't Cry» par Anitta (Directed by Christian Breslauer et Anitta)                                      | [ 50 ] |
| 2023  | 7 novembre   | Jeunesse Arena    | Rio de Janeiro | - Tatá Werneck - Ludmilla - Tadeu Schmidt                    |                                                                                    | |        |

## La plupart des victoires

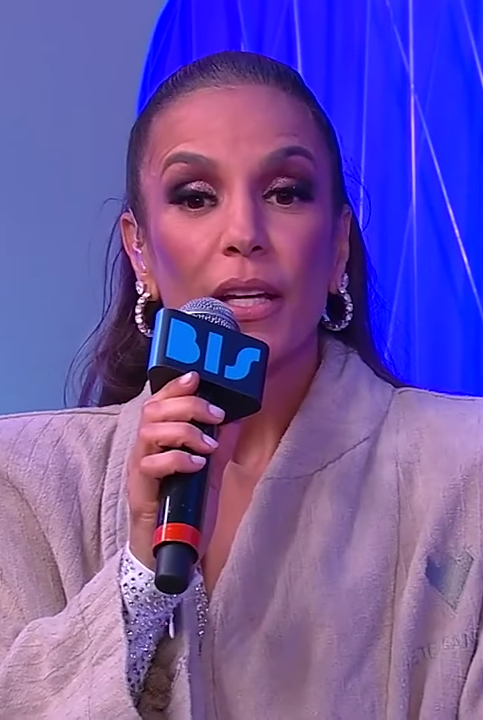
Ivete Sangalo est l'artiste le plus récompensé de l'histoire des Prix Multishow de la Musique Brésilienne.

| Artiste              | Nombre de Récompenses |
| -------------------- | --------------------- |
| Ivete Sangalo        | 20                    |
| Anitta               | 19                    |
| Luan Santana         | 13                    |
| Skank                | 10                    |
| Ana Carolina         | 8                     |
| NX Zero              | 8                     |
| Titãs                | 8                     |
| Pitty                | 7                     |
| Sandy & Junior       | 7                     |
| Paula Fernandes      | 6                     |
| Paralamas do Sucesso | 5                     |
| Caetano Veloso       | 5                     |
| Capital Inicial      | 4                     |
| Thiaguinho           | 4                     |
| Los Hermanos         | 4                     |
| Marcelo D2           | 4                     |
| O Rappa              | 4                     |
| Ludmilla             | 4                     |
| Charlie Brown Jr.    | 4                     |
| Marina Sena          | 3                     |
| Daniela Mercury      | 3                     |
| Djavan               | 3                     |
| Gabriel, o Pensador  | 3                     |
| Jota Quest           | 3                     |
| Michel Teló          | 3                     |
| Restart              | 3                     |
| Simone & Simaria     | 3                     |
| Tribalistas          | 3                     |
| Vanessa da Mata      | 3                     |
| Carlinhos Brown      | 2                     |
| Cláudia Leitte       | 2                     |
| Karol Conka          | 2                     |
| Maria Rita           | 2                     |
| Rouge                | 2                     |
| Seu Jorge            | 2                     |
| Vanessa Rangel       | 2                     |